# VertVolt
VertVolt est un label environnemental public lancé en 2021 par l’ADEME, afin d’améliorer la transparence des offres d’électricité verte proposées aux consommateurs en France. Il permet d’identifier les fournisseurs d’électricité s’engageant au-delà des simples obligations réglementaires en matière d’énergie renouvelable.

## Objectifs
Le label a été conçu pour répondre à la confusion des consommateurs face aux nombreuses offres dites « vertes », dont certaines manquent de traçabilité. VertVolt a pour but de garantir la provenance renouvelable de l’électricité fournie et de valoriser les fournisseurs qui soutiennent activement les producteurs d’énergies renouvelables.
Il s’inscrit dans la stratégie française de transition énergétique et vise à encourager les comportements responsables en matière de consommation d’énergie.

## Fonctionnement
Le label distingue deux niveaux d’engagement :
- Choix engagé : l’électricité fournie est 100 % renouvelable, avec traçabilité via des garanties d’origine.
- Choix très engagé : le fournisseur contractualise directement avec des producteurs d’électricité renouvelable en France, souvent via des contrats d'achat direct | PPA (Power Purchase Agreements).

## Critères d’attribution
Pour être labellisées, les offres doivent respecter plusieurs critères :
- Provenance 100 % renouvelable de l’électricité (éolien, solaire, hydraulique, etc.)
- Traçabilité transparente de l’énergie
- Soutien actif à la filière renouvelable en France[3]

L’ADEME est responsable de l’instruction des demandes, de la vérification et du contrôle des engagements pris par les fournisseurs.

## Accueil
Le lancement de VertVolt a été salué par plusieurs associations de consommateurs et médias. L’UFC-Que Choisir y voit un « progrès notable pour les consommateurs soucieux de leur impact écologique ».
Certains fournisseurs estiment cependant que le niveau « très engagé » peut être difficile à atteindre pour les petits acteurs du marché.

## Fournisseurs labellisés
Parmi les fournisseurs labellisés, on retrouve notamment : Enercoop, ilek, ekWateur ou Planète Oui. La liste complète est disponible sur le site de l’ADEME.

## Sources complémentaires
- Journal télévisé de France 2 – rediffusé via l’INA ou France Télévisions, « Électricité verte : lancement du label VertVolt », automne 2021.